# 灰鯨
灰鯨（学名：Eschrichtius robustus），現又稱東太平洋灰鯨，其他称呼有加州灰鲸、魔鬼鱼、掘贝者和弱鲸，是一種每年來往攝食區和繁殖區的鯨。为灰鲸科灰鲸属的动物。在中国大陆，分布于黄海、东海等海域，多栖息于热带及暖温带海域。该物种的模式产地在瑞典。牠們約有16公尺長，36公噸重，一般可活到50–60歲。灰鯨曾一度被稱為「魔鬼魚」，因為當牠們被追獵時會奮力搏鬥。灰鯨是灰鲸屬中唯一的现存物種，亦是灰鯨科中唯一的现存物種。灰鯨科在地球上已有約1500萬年的歷史。在很久之前灰鯨科一度是巨牙鯊的捕食對象（巨牙鯊現已滅絕）。

## 族群、分佈和遷徙
目前灰鯨在太平洋有兩族群：其中一個不多於300隻灰鯨的小族群的遷徙路線沒有人知道，但一般推測是在鄂霍次克海和南南韓之間，而另一大族群（東太平洋族群）的遷徙路線則是在阿拉斯加和下加利福尼亞州之間。而北大西洋從前亦曾有第3個族群，不過在300年前已因被大量獵殺而滅絕。
在秋天，灰鯨在東太平洋或加州開始牠們為期2–3個月，長達8,000–11,000 公里，沿著美國和墨西哥西岸往南的遷徙旅程。牠們以小組的形式遷徙，其目的地是下加利福尼亞州和南加利福尼亞灣的海岸，牠們會在那裡繁殖，而牠們通常都是3隻或以上的灰鯨一起生殖。懷孕期約為1年，懷孕的母鯨會回到繁殖地生下單胎的小灰鯨，相信那裡深水的繁殖區可以保護新生的小灰鯨免受鯊魚的襲擊。
小灰鯨出生時尾巴會先出母體，並長約4米。
數個星期之後，牠們開始歸程。牠們以時速10 公里的速度前進，這樣來回共長16,000–22,000 公里，被認為是任何哺乳動物中每年遷徙最長的距離。賞鯨的行業給生態旅遊和水生動物的愛好者提供了在灰鯨遷徙時看灰鯨的好機會。

## 攝食
這種鯨主要的食物是水中的甲殼綱動物。按照生物學上的分類，牠們是屬於鬚鯨，有鯨鬚，可以當作篩子用，捕獲海中的小動物包括片腳類動物等，也順帶把沙、水和其他東西吃掉。通常灰鯨會在牠們遷徙途中進食。牠們喜歡用右身濾食食物。

## 特徵

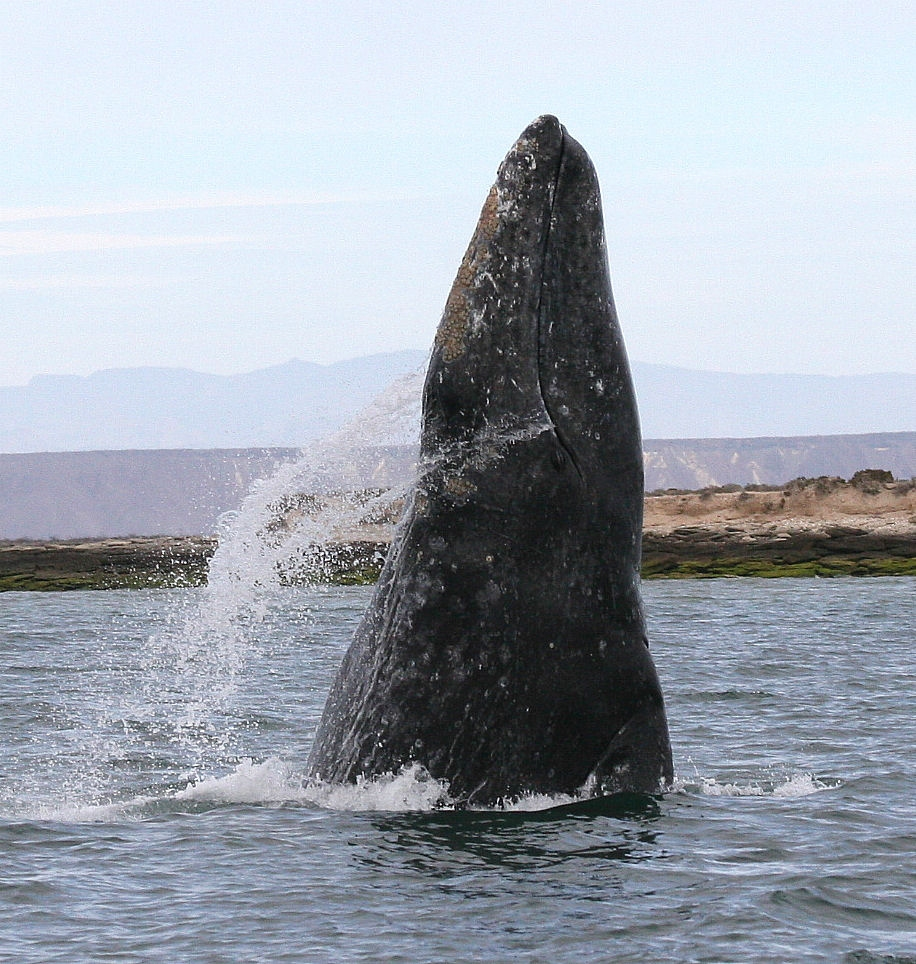
一頭躍出水面的灰鯨，攝於墨西哥外海

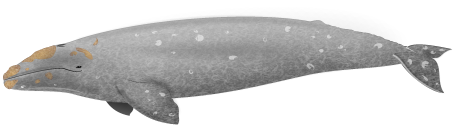
灰鯨的全身圖繪

成年的灰鲸肤色是棕灰或浅灰，全身覆盖着淡色中夹杂白色或橘色的斑点，腹部的颜色较淺。身体后部的皮肤上凹凸不平。它的眼睛是圆形的，位于口角的后面，比其他须鲸类的眼睛的位置靠上，上眼睑略长。耳孔较大，位于眼睛与鳍肢的基部之间。鲸须是淡黄色的。鳍肢上有4指，沒有第一指。

## 遷徙
灰鲸在東太平洋或加州的遷徙路線一般被認為是目前所知哺乳動物中最長的遷徙距離。牠們從白令海和楚科奇海出發，在墨西哥下加利福尼亞半島的繁殖區結束，牠們來回的遷徙令牠們從海岸線遷到了12,500公里以外。
當北面的冰開始向南推進時，這旅程就會開始。灰鯨日夜趕路，每天平均可前進120 公里。在12月中旬到1月上旬，大部分的灰鯨都已到達了加州的蒙特瑞和聖地牙哥。  
12月下旬到1月上旬，首批灰鯨開始陸續抵達下加利福尼亞半島的繁殖區。這批灰鯨通常都是懷孕的母鯨，希望在繁殖區找個好地點生下小灰鯨，以及有一些單獨的雌鯨，希望找到適合的雄性配偶。在2月中旬到3月中旬，其他大部分的灰鯨都到達繁殖區。這時繁殖區充滿了照料小鯨的母鯨及正在找尋配偶的雌鯨。  
2月和3月詔後，首批離開繁殖區的是雄鯨及一些單獨的雌鯨。當牠們找到配偶後，會北移到牠們在白令海和楚科奇海的攝食區。懷孕的母鯨和牠們新生的小鯨是離開繁殖區的最後一批。當牠們的小鯨準備好長途的遷徙後，牠們才會離開繁殖區，因為牠們通常都在3月下旬到4月中旬才離開。有時也會有一些母鯨和牠們的小鯨繼續逗留下去，到5月才離開。

## 對灰鯨的保護及人類的影響
成年灰鯨的天敵為人類和虎鯨。加州灰鯨的繁殖區在1857年被人類發現之後，那裡的灰鯨被過度獵殺，幾乎要絕種。因為鯨數量減少而導致魚穫不好後，鯨的數量又慢慢的恢復過來，但在20世紀工廠的船隻出現之後，鯨的數量再度減少。灰鯨於1949年開始被国際捕鯨委員会（IWC）立法保護後，就再沒有遇上大規模的獵殺行動。
小規模的獵殺灰鯨行動從那時開始，可是原來俄羅斯東北部楚科奇半島一帶有大量灰鯨在那裡度過夏天。獵鯨的行為逐漸嚴重，世界亦逐漸關注灰鯨，反獵鯨的人士紛紛阻止對灰鯨的獵殺行為。
到2001年，加州灰鯨的族群數量又回到約26,000隻。到2004年，西太平洋（近韓國、日本和堪察加半島的海）灰鯨族群的數量估計有101隻。 
灰鯨的大西洋族群在17世紀被大量獵殺至幾乎絕種。可是在2005年7月，在蘭開夏郡中部大學工作的科學家提議把一部分灰鯨遷至大西洋愛爾蘭海。並沒有人知道這計劃是否能實現。

## 捕獲紀錄
1972年，一隻名為「Gigi」的3歲小灰鯨被捕獲，經過短暫的研究，在聖地牙哥附近獲釋放。
1997年1月，新生的小灰鯨「J.J.」被發現於洛杉磯海岸擱淺，發現時為4.2 米長，800 公斤重，被送往聖地牙哥海洋世界照料。1998年3月31日，「J.J.」在太平洋野放，野放時體長9 米，約8500 公斤重。

## 新聞
一條灰鯨在2007年1月25日被發現於加拿大英屬哥倫比亞的菲沙河，疑是在遷徙途中與同伴失散。之後牠們慢慢地回到海中。
一隻單獨的灰鯨於2005年4月在日本東部海岸線，東京灣附近被發現，吸引了大批賞鯨人潮。但之後被漁網纏住，在5月上旬被發現已淹死。

## 外部連結
- Interactive Migration Map at the PBS Ocean Adventures site （页面存档备份，存于）
- Information on JJ from Sea World （页面存档备份，存于）
- U.S. International Whaling Commission (IWC) delegation's press release announcing the establishment of a combined Russian-Makah Gray Whale quota (1997)
- U.S. State Department report: Russia's Chukotka Autonomous Region Overview (1998), including the following passage documenting use of marine mammal meat in Chokotkan fur farms:

Marine Mammal Hunting. Marine mammal hunting is part of the traditional lifestyle of the indigenous population in coastal Chukotkan communities. Native peoples are provided with an annual quota to procure 169 whales, 10,000 ringed seals, and 3,000 walruses. Marine mammal by-products are used as food in fox ranches.
- IWC report on aboriginal/subsistence whaling quota for 2004
- Humane Society of the U.S. page documenting the history of the Makah whaling litigation (2003)
- Two articles from the pro-native-whaling World Council of Whalers: Chukotkan whaling: Technology, tradition and hope combine to save a people （页面存档备份，存于） (2000), and World whaling: Russia （页面存档备份，存于） (2004).
- Article from the Seattle Post-Intelligencer on cooperation between the Chukchi and Makah native people in their efforts to resume traditional whaling activities: Two tribes reach out across miles -- and years -- with whaling link (2004).